# 罗伯特·霍夫施塔特
罗伯特·霍夫施塔特（英語：Robert Hofstadter，1915年2月5日—1990年11月17日）是一名美国物理学家，因為“其对原子核中的电子散射现象的开创性研究以及随之而来的对核子结构的发现”而和鲁道夫·穆斯堡尔共同分享了1961年诺贝尔物理学奖。

## 生平
霍夫斯塔特1915年2月5日出生于纽约。父亲路易斯·霍夫斯塔特是一位推销员。霍夫斯塔特是在纽约接受的小学和中学教育之后进入纽约市立学院，并在1935年他20岁时以极优等的成绩获得理学学士学位。之后接受来自通用电气公司所属Charles A. Coffin基金的奖学金资助，来到普林斯顿大学进行研究生学习并先后获得理学硕士学位和哲学博士学位。1938年博士毕业后前往宾夕法尼亚大学进行博士后研究。在第二次世界大战期间以物理学家的身份帮助美国国家标准局开发了近炸引信和防空武器。1950年加入斯坦福大学后在其中任教至1985年退休。
1942年他与出生于巴尔的摩的南希·吉万（1920-2007）成婚。他们育有三个孩子：劳拉、莫里（患有残疾无法说话）和普利策奖获得者道格拉斯。
罗伯特·霍夫斯塔特的埃尔德什数是5。
美国哥伦比亚广播公司播出的电视情景喜剧中的角色伦纳德·霍夫斯塔特就是以他为原型的。

## 贡献
罗伯特·霍夫斯塔特在普林斯顿大学攻读博士学位期间开发出了以碱金属卤化物为材料制作的闪烁计数器，利用少量铊或钠杂质激活后的NaI和CsI来检测X射线。
1956年罗伯特·霍夫斯塔特在由他撰写并发表在现代物理评论的论文中创造出了一个新的长度单位飞米（单位符号fm）以纪念核物理学的奠基人之一意大利物理学家恩里科·费米，后来这个词被核物理学家和粒子物理学家广泛使用。